# Дејвид Боуи
Дејвид Роберт Џоунс (енгл. David Robert Jones; 8. јануар 1947 — 10. јануар 2016), познат под псеудонимом Дејвид Боуи (енгл. David Bowie) био је британски рок музичар, певач, композитор и глумац. 
Боуијева музичка каријера трајала је више од пет деценија, а био је склон сталном мењању музичког стила и имиџа, нарочито од 1970. године. Преминуо је 10. јануара 2016. године, после осамнаестомесечне борбе са раком јетре.

## Младост
Боуи је рођен као Дејвид Роберт Џоунс 8. јануара 1947. године у Брикстону. Његова мајка, Маргарет Мери „Пеги” (1913 – 2001) је рођена у војном кампу Шорнклиф, поред Черитона у Кенту. Родитељи њеног оца су били ирски имигранти који су се населили у Манчестер. Она је радила као конобарица у биоскопу Ројал Танбриџ Велс. Његов отац Хејвуд Стентон „Џон” Џоунс (1912–1969) је био из Донкастера и радио је као промотер за дечију хуманитарну организацију Бернандо. Породица је живела на граници између Брикстона и Стоквела у јужном Лондонском округу Ламбет. Боуи је похађао школу за децу Стоквел до шестогодишњег доба и тада је добио репутацију надареног, једнообразног детета и пркосне свађалице.
Боуи се преселио са породицом у Бромли. Две године касније, започео је похађање Брнт Еш основне школе. Школски хор је сматрао да има „адекватан” глас, а показао је надпросечне вештине свирања флауте. Када је имао девет година, његов плес на часовима покрета је био веома маштовит, толико да су наставници називали његове интерпретације „живописно уметничким”, а његов стил „задивљујућим” за дете. Исте године, порастао је његов интерес за музику када му је отац купио колекцију плоча међу којима су биле плоче група Тинејџерс, Платерс, Фетс Домино, Елвис Присли и Литл Ричард. Након слушања песме Литл Ричарда Tutti Frutti, Боуи је касније рекао да је тада „чуо Бога”.
Боуи је студирао уметност, музику и дизајн. Његов полубрат Тери Бернс је утицао на његов ентузијазам када је реч о џез музици. Боуи је тада нарочито био заинтересован за Чарлса Мингуса и Џона Колтрејна, због чега му је мајка купила Графтон саксофон 1961. године. Након тога је започео часове код баритона саксофонисте Ронија Роса. У школи је 1962. године задобио озбиљне повреде ока када се посвађао са Џорџом Андервудом око девојке. Имао је неколико операција током петомесечног периода. Тада му је доктор рекао да штета не може у потпуности бити отклоњена, због чега је Боуи имао погрешну перцепцију дубине и промену у боји ока. Овакво око је касније постало најпрепознатљивији знак Боуија. Упркос свађи, Боуи је остао у добрим односима са Андервудом, који је креирао уметничка дела за Боуијеве раније албуме.

## Музичар
Најранија песма којом се прославио био је сингл Space Oddity из 1969, који је због спуштања на Месец имао велик успех.
Најзначајнији Боуијев албум био је The Rise and The Fall of Ziggy Stardust and The Spiders From Mars. То је био концептуални албум са причом о ванземаљцу који долази на Земљу, постаје мегазвезда а на крају га убијају обожаваоци. Заштитни знак турнеје био је огромни стаклени паук, посебно израђен за ту прилику. Турнеју за албум "Ријалити" (2005), морао је да прекине због мањег срчаног удара.

## Дискографија
1. David Bowie (1967)
2. David Bowie (1969, 1972 поновно издање UK #17, US #16)
3. The Man Who Sold the World (1970, 1972 поновно издање UK #26)
4. Hunky Dory (1971, US #93, 1972 поновно издање UK #3)
5. The Rise and Fall of Ziggy Stardust and the Spiders from Mars (1972, UK #5, US #75)
6. Aladdin Sane (1973, UK #1, US #17)
7. Pin Ups (1973, UK #1, US #23)
8. Diamond Dogs (1974, UK #1, US #5)
9. Young Americans (1975, UK #1, US #9)
10. Station to Station (1976, UK #5, US #3)
11. Low (1977, UK #2, US #11)
12. Heroes (1977, UK #3, US #35)
13. Lodger (1979, UK #4, US #20)
14. Scary Monsters (and Super Creeps) (1980, UK #1 US #12)
15. Let's Dance (1983, UK #1, US #1)
16. Tonight (1984, UK #1, US #11)
17. Never Let Me Down (1987, UK #6, US #34)
18. Black Tie White Noise (1993, UK #1, US #39)
19. The Buddha of Suburbia (1993, UK #87)
20. 1.OUTSIDE (1995, UK #8, US #21)
21. Earthling (1997, UK #6, US #39)
22. 'hours...' (1999, UK #5, US #47)
23. Heathen (2002, UK #5, US #14)
24. Reality (2003, UK #3, US #29)
25. The Next Day (2013)
26. Blackstar (2016)

## Смрт
Боуи је преминуо од рака јетре, 10. јануара 2016. године, само два дана након 69. рођендана и издавања албума Blackstar. Рак му је дијагностикован 18 месеци раније, али није износио ове вести у јавност. Белгијски позоришни редитељ, Иво ван Хов, који је радио са певачем на мјузиклу Лазарус, изјавио је да Боуи није могао да дође на пробе због прогресије болести. Такође је рекао да је певач радио и током болести.
Боуијев продуцент Тони Висконти је написао:
Увек је радио оно што је хтео. И радио је то на свој начин и најбоље могуће. Његова смрт се не разликује од његовог живота - уметничко дело. Направио је Блекстар за нас као опроштајни поклон. Знао сам око годину дана да ће овако бити. Међутим, нисам био спреман за то. Био је изузетан човек, пун љубави и живота. Он ће увек бити са нама. За сада је прикладно плакати.— Тони Висконти
Након његове смрти, фанови су се окупили, положили цвеће код његовог мурала у родном граду Брикстону и певали његове песме. Спомен обележја налазе се и у Берлину, Лос Анђелесу и код његовог апартмана у Њујорку. После његове смрти, порасла је продаја албума. Боуи је инсистирао да не жели сахрану па је кремиран у Њу Џерзију 12. јануара. По његовој жељи, пепео је просут на Балију, у Индонезији.